# 설악초
설악초(雪嶽草)는 대극과에 속하는 한해살이풀이다. 북아메리카 온대 지방 원산이다. 회녹색의 잎이 나는데 가장자리가 흰색 테두리를 친 듯 하얗다. 꽃마저 하얘서 이름이 설악초이다.(영어 이름은 ‘snow-on-the-mountain’.) 높이는60~100cm이고, 꽃은 7~8월에 핀다.

## 사진

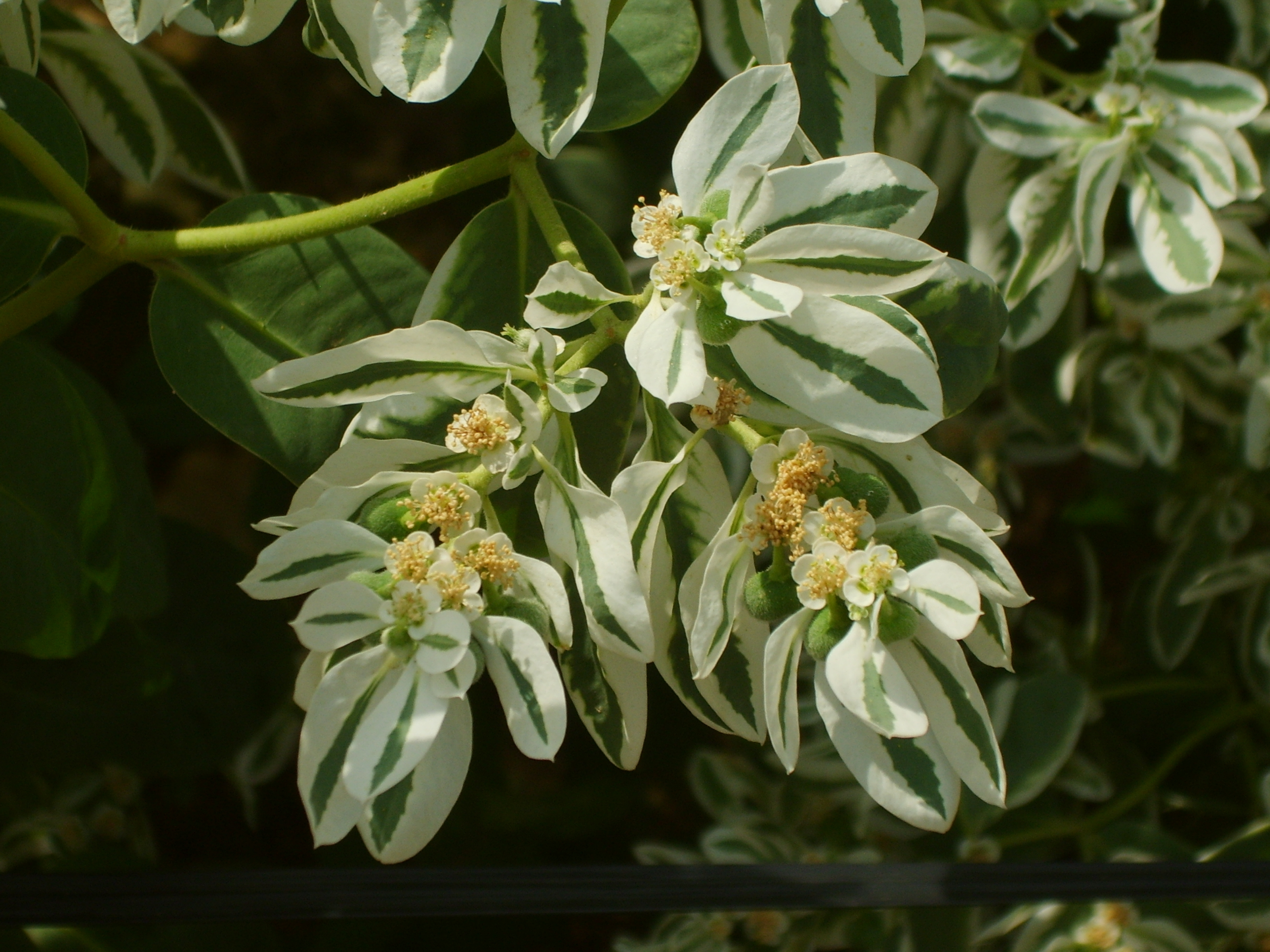
잎. 멀리서 보면 하얀 꽃이 핀 듯하다.
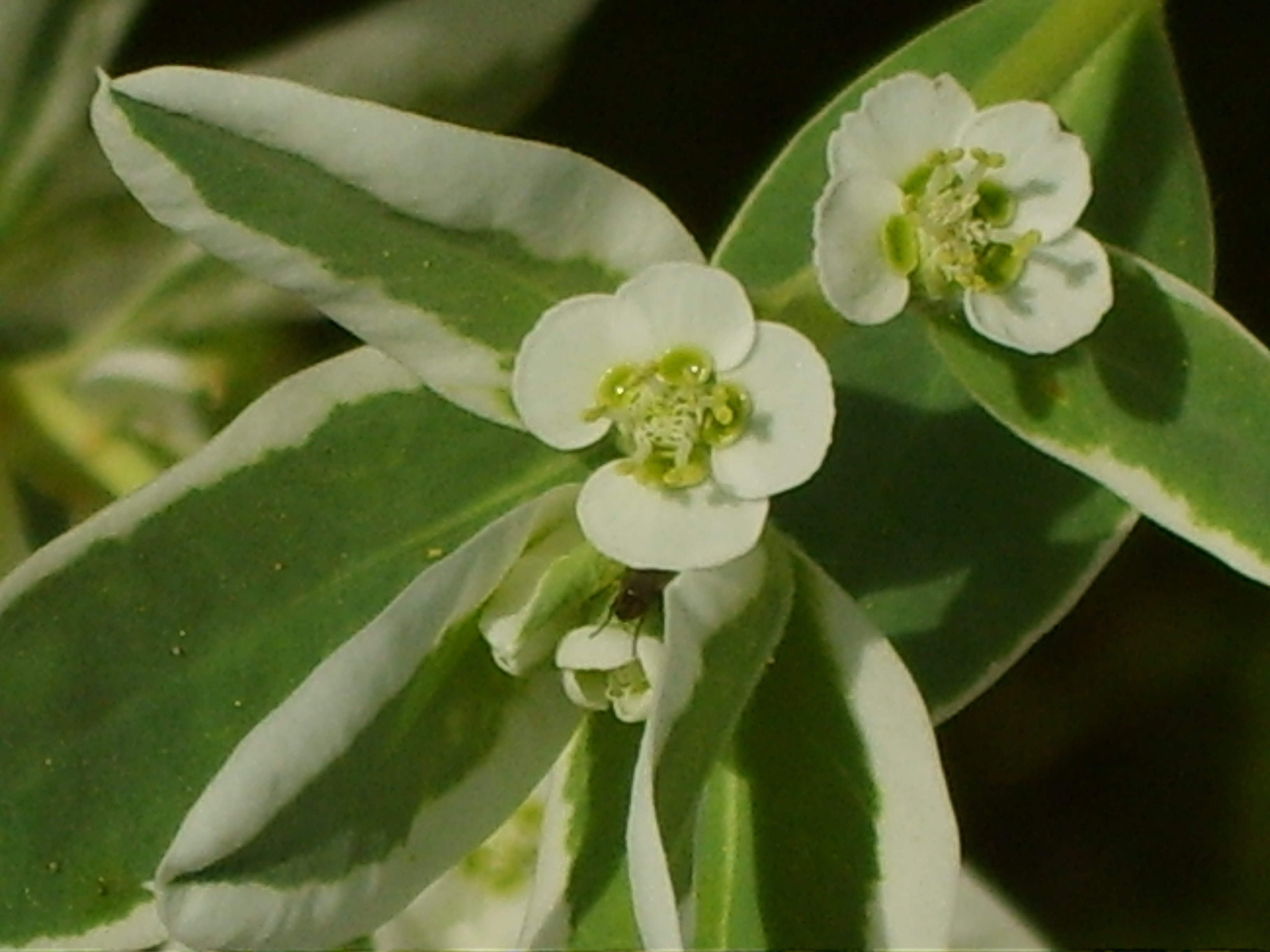
꽃
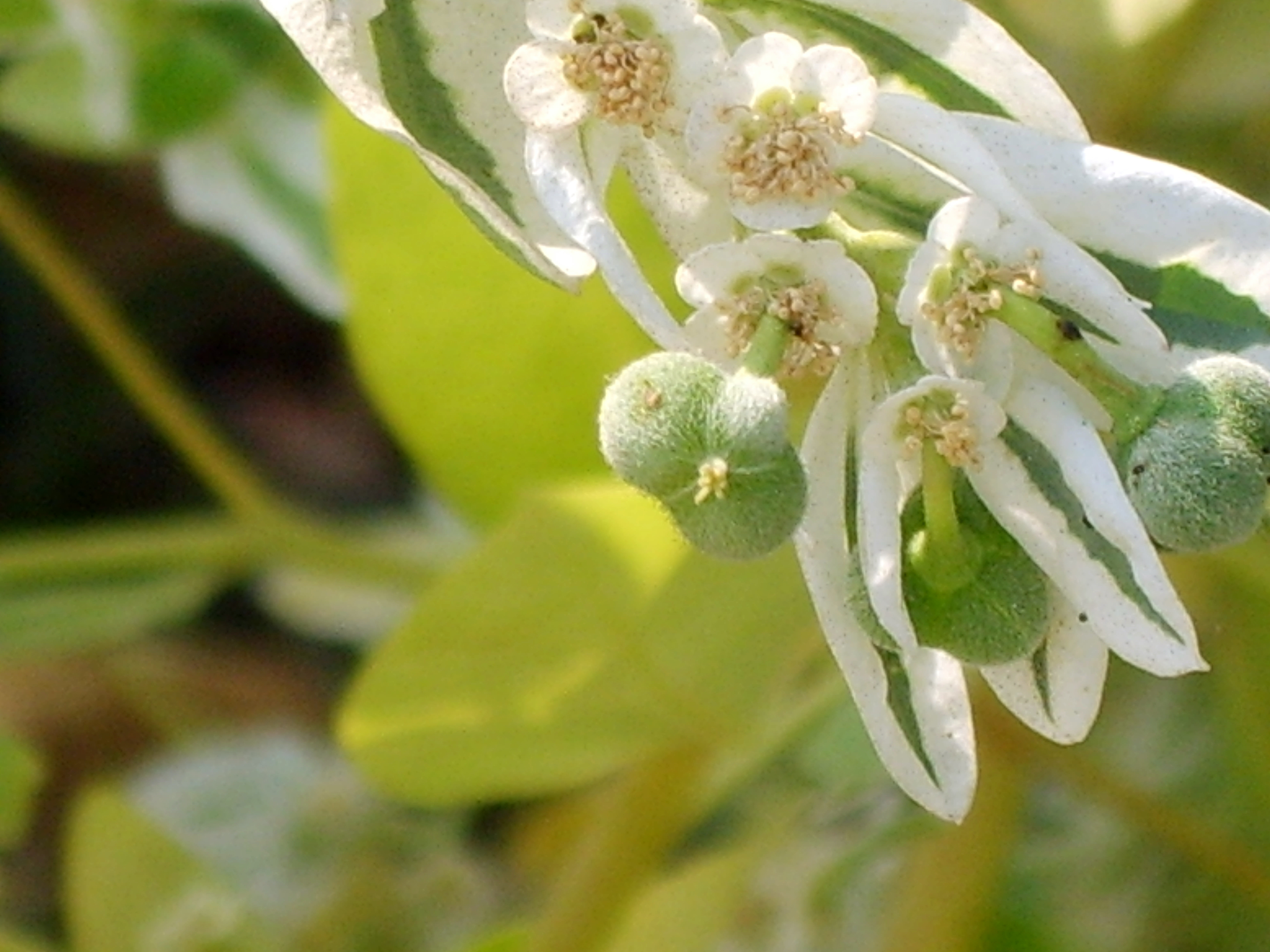
열매